# Piershil
Piershil est un village qui fait partie de la commune de Hoeksche Waard dans la province néerlandaise de Hollande-Méridionale. Le village comptait 1 600 habitants.
Piershil a été une commune indépendante jusqu'au 1er janvier 1984. Elle a fusionné avec Goudswaard, Zuid-Beijerland et Nieuw-Beijerland pour former la nouvelle commune de Korendijk.